# Albiano
Albiano település Olaszországban, Trento megyében. Lakosainak száma 1503 fő (2023. január 1.). Albiano Cembra Lisignago, Fornace, Lona–Lases, Trento, Civezzano és Giovo községekkel határos.

## Népesség
A település népességének változása:
| Lakosok száma | 1515 | 1473 | 1482 | 1503 |
|               | 2013 | 2017 | 2018 | 2023 |